# Jakub Voráček
Jakub „Jake“ Voráček (* 15. August 1989 in Slaný, Tschechoslowakei) ist ein ehemaliger tschechischer Eishockeyspieler und derzeitiger -trainer. Der rechte Flügelstürmer bestritt zwischen 2008 und 2022 über 1000 Partien für die Columbus Blue Jackets und Philadelphia Flyers in der National Hockey League (NHL). Die Blue Jackets hatten ihn im NHL Entry Draft 2007 an siebter Position ausgewählt. Mit der tschechischen Nationalmannschaft gewann er die Goldmedaille bei der Weltmeisterschaft 2010.

## Karriere

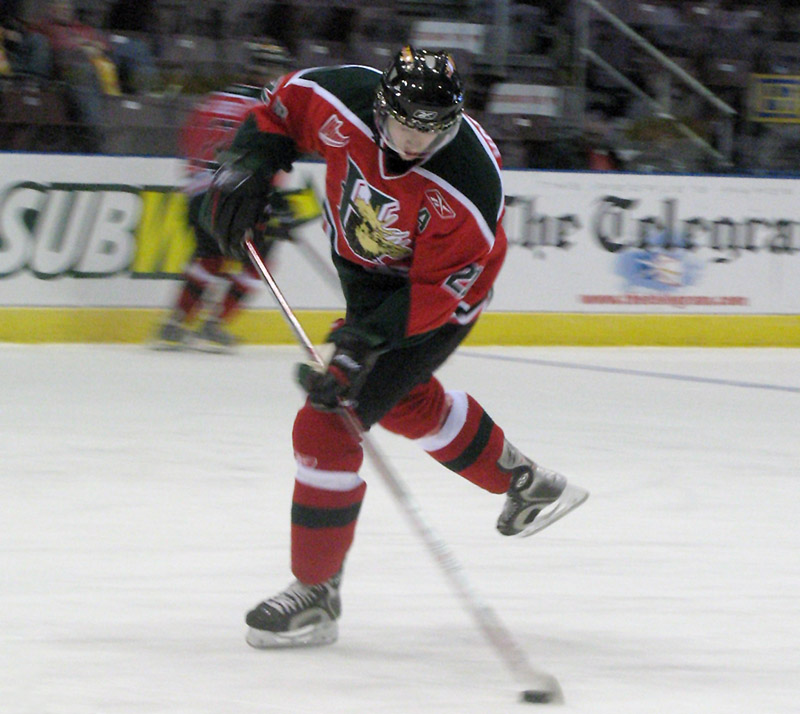
Voráček im Trikot der Halifax Mooseheads

Jakub Voráček begann seine Karriere in den Juniorenmannschaften des HC Kladno, der für seine gute Nachwuchsarbeit bekannt ist und schon NHL-Führungsspieler wie Jaromír Jágr, Patrik Eliáš und Tomáš Kaberle hervorgebracht hat. Mit 15 Jahren spielte er schon in Kladnos U18-Mannschaft und überflügelte Mitspieler und Gegner, die bis zu drei Jahren älter waren. In der Saison 2004/05 erreichte Voráček mehr als eine Vorlage pro Spiel und wurde in die U16-Nationalmannschaft berufen. Kurze Zeit später wurde in die U17-Auswahl berufen und war der jüngste Teilnehmer beim U17-„Four Nations“-Turnier. In der folgenden Spielzeit wurde er dann im U20-Team des HC Kladno eingesetzt und erzielte 21 Tore und 38 Assists 46 Spielen der U20-Extraliga. Außerdem gab er sein Debüt für die Herrenmannschaft des HC Kladno in der tschechischen Extraliga.
Im Sommer 2006 wurde Voráček als Erster während des CHL Import Draft von den Halifax Mooseheads ausgewählt. Kurze Zeit später entschied er sich zu einem Wechsel nach Nordamerika und spielt seitdem sehr erfolgreich in der Ligue de hockey junior majeur du Québec. Sowohl in der Saison 2006/07 als auch 2007/08 wurde er Topscorer seiner Mannschaft und gewann mehrere persönliche Auszeichnungen der Liga. 2007 nahm er außerdem am CHL Top Prospects Game teil, bei dem er ein Tor erzielte. Aufgrund dieser Leistungen und seiner früheren Auftritte bei internationalen Turnieren wurde er während des NHL Entry Draft 2007 von den Columbus Blue Jackets aus der NHL in der ersten Runde an insgesamt siebter Stelle ausgewählt (gedraftet).
Im Sommer 2008 schaffte Voráček den Sprung in den NHL-Kader der Blue Jackets und erzielte am 10. Oktober 2008 sein erstes NHL-Tor in seiner ersten NHL-Partie. Am 23. Juni 2011 wurde Voráček gemeinsam mit einem Erst- und Drittrunden-Wahlrecht im NHL Entry Draft 2011 zu den Philadelphia Flyers transferiert, die Blue Jackets erhielten im Gegenzug Jeff Carter.
Aufgrund des NHL-Lockouts spielte Voráček zwischen Ende September und Dezember 2012 für den HC Lev Prag in der Kontinentalen Hockey-Liga. Im Sommer 2015 unterzeichnete der Tscheche einen neuen Achtjahresvertrag in Philadelphia, der ihm ein durchschnittliches Jahresgehalt von 8,25 Millionen US-Dollar einbringen soll. In der Spielzeit 2017/18 erreichte er mit 85 Scorerpunkten aus 82 Spielen seinen bisherigen Karriere-Bestwert, wobei er auch erstmals die Marke von mehr als 1,0 Punkten pro Spiel erreichte.
Nach zehn Jahren bei den Flyers kehrte er im Juli 2021 im Tausch für Cam Atkinson zu den Blue Jackets zurück. Als er Philadelphia verließ, gehörte er mit 604 Punkten zu den besten zehn Scorern in der Geschichte der Flyers. Im Januar 2022 bestritt er dann seine 1000. Partie der regulären Saison in der NHL. Im November 2022 zog er sich eine Gehirnerschütterung zu, aufgrund derer er vorerst ausfiel und auch ein Karriereende diskutiert wurde. In diesem Zustand übernahmen im März 2023 die Arizona Coyotes seinen Vertrag und erhielten zusätzlich ein Sechstrunden-Wahlrecht im NHL Entry Draft 2023, während Jon Gillies nach Columbus wechselte.
Letztlich bestritt Voráček keine weitere NHL-Partie mehr, obwohl sein Vertrag noch bis zum Ende der Saison 2023/24 Gültigkeit besaß. Insgesamt hatte er 1058 Spiele in der NHL absolviert und dabei 806 Scorerpunkte verzeichnet. Sein Karriereende verkündete er nicht offiziell, sondern wurde stattdessen im September 2023 als Teil des Trainerstabs bei den Rytíři Kladno vorgestellt, seinem nun unter diesem Namen firmierenden Ausbildungsverein aus Kladno.

### International
Jakub Voráček hat im Juniorenbereich an vier internationalen Titelkämpfen teilgenommen: Für die U18- bzw. U20-Nationalmannschaft nahm er an der U18-Weltmeisterschaft 2006 und 2007, sowie der U20-Weltmeisterschaft 2007 und 2008 teil.
2010 debütierte Voráček in der Herren-Nationalmannschaft und nahm mit dieser an der Euro Hockey Tour 2009/10 teil. Zudem wurde er in den Kader für die Weltmeisterschaft 2010 berufen, bei der er in neun Spielen zwei Assists erzielte und die Goldmedaille gewann. Darüber hinaus nahm er mit Tschechien an den Olympischen Winterspielen 2014 teil und führte sein Land bei der WM 2015 als Kapitän an. Ebenfalls im tschechischen Aufgebot stand er beim World Cup of Hockey 2016.

## Erfolge und Auszeichnungen
| - 2007 Teilnahme am CHL Top Prospects Game - 2007 Coupe RDS - 2007 Trophée Michel Bergeron - 2007 LHJMQ All-Rookie-Team | - 2008 LHJMQ Second All-Star-Team - 2015 Teilnahme am NHL All-Star Game - 2015 NHL First All-Star Team - 2015 Zlatá hokejka |

### International
- 2006 Bronzemedaille bei der U18-Junioren-Weltmeisterschaft
- 2010 Goldmedaille bei der Weltmeisterschaft
- 2011 Bronzemedaille bei der Weltmeisterschaft
- 2019 All-Star-Team der Weltmeisterschaft

## Karrierestatistik

### International
Vertrat Tschechien bei:
| - U18-Junioren-Weltmeisterschaft 2006 - U20-Junioren-Weltmeisterschaft 2007 - U18-Junioren-Weltmeisterschaft 2007 - U20-Junioren-Weltmeisterschaft 2008 - Weltmeisterschaft 2010 - Weltmeisterschaft 2011 | - Weltmeisterschaft 2013 - Olympischen Winterspielen 2014 - Weltmeisterschaft 2015 - World Cup of Hockey 2016 - Weltmeisterschaft 2017 - Weltmeisterschaft 2019 |

(Legende zur Spielerstatistik: Sp oder GP = absolvierte Spiele; T oder G = erzielte Tore; V oder A = erzielte Assists; Pkt oder Pts = erzielte Scorerpunkte; SM oder PIM = erhaltene Strafminuten; +/− = Plus/Minus-Bilanz; PP = erzielte Überzahltore; SH = erzielte Unterzahltore; GW = erzielte Siegtore; 1 Play-downs/Relegation; Kursiv: Statistik nicht vollständig)